# Calorie
| Veelvoud | Naam        | Symbool    |
| -------- | ----------- | ---------- |
| 100      | calorie     | cal        |
| 103      | kilocalorie | kcal / Cal |

De calorie (van Lat. calor, warmte), symbool cal, is een verouderde eenheid voor energie of warmte. Op 1 januari 1978 werd in de Europese Economische Gemeenschap het gebruik van een aantal oude en vertrouwde eenheden, zoals calorie wettelijk verboden. Voortaan moest het SI-stelsel worden gebruikt. In het Internationale Stelsel van Eenheden is de calorie officieel vervangen door de joule, maar vooral in de voedingsindustrie is de calorie een nog veelgebruikte maat voor een hoeveelheid energie.
Eén calorie is de hoeveelheid energie die nodig is om één gram zuiver water één kelvin (of 1 graad Celsius) te verwarmen (zie beneden bij "Definities van calorie"). Dit is erg weinig; daarom wordt vaak de kilocalorie gebruikt. Dit is de hoeveelheid energie die nodig is om één kilogram water één graad Celsius te verwarmen.
Duizend calorieën zijn gelijk aan een kilocalorie (kcal). Dit wordt bij voeding soms geschreven als Calorie, met een hoofdletter, maar ook wel zonder hoofdletter. Men redeneert dat de nadelen van deze slordigheid beperkt zullen zijn, omdat de factor duizend zo groot is dat meestal direct te zien is wat bedoeld was. Het gaat bijvoorbeeld om hoeveelheden per dag, per 100 gram of per portie, waarbij hoeveelheden van minder dan 1 kcal verwaarloosbaar zijn.
In het SI-stelsel wordt energie in joule uitgedrukt. 1 calorie = 4,1868 joule = 1,163 mWh.
In de voedingswaardeberekening en bij diëten wordt de kilocalorie nog veel gebruikt,  hoewel hij langzaam maar zeker door de kJ wordt verdrongen. Overigens wordt in dieetprogramma's en calorieëntabellen soms de waarde van 1 kcal = 4,184 kJ = 1,163 Wh aangehouden. Dit is echter de waarde van de thermochemische calorie (zie beneden bij "Definities van calorie"). Praktisch merkbare gevolgen heeft deze onnauwkeurigheid van minder dan een promille echter niet.

## Definities van calorie
Terwijl voor de SI-eenheid joule (kg·m²/s²) een eenduidige definitie bestaat, werden er voor de calorie verschillende waarden gehanteerd. Deze waarden zijn deels bepaald door de manier van meten, zoals:
- de hoeveelheid warmte die nodig is om bij een normale atmosferische druk van 1013,25 hPa de temperatuur van 1 gram water te verwarmen van 14,5 °C naar 15,5 °C (aangegeven met het symbool cal15), 1 cal15 = 4,1858 J;
- 1/100e van de warmte nodig is om 1 gram water van 0 tot 100 °C te verwarmen (calmean = 4,19002 J).

Andere definities geven de getalwaarde in verhouding tot een andere maateenheid aan, of stellen gewoon een getal vast:
- In 1929 werd op de International Steam Table Conference in Londen een internationale calorie (calIT) als 1/860 deel van een internationale wattuur gedefinieerd. Met de invoering van het absolute eenhedensysteem voor elektrische eenheden (cgs-esu) veranderde deze waarde naar 1/859,858 wattuur (ongeveer 4,18674 J)
- de thermochemische calorie (calth) werd in 1953 door het Amerikaanse National Bureau of Standards (hernoemd in 1988 tot National Institute of Standards and Technology, NIST) vastgelegd als 4,184 J.
- Op de Fifth International Conference on the Properties of Steam in 1956 in Londen werd opnieuw een internationale calorie vastgesteld, ditmaal op exact 4,1868 J. Dit getal werd gekozen omdat het makkelijk door 9 te delen is, waarmee omrekeningen tussen kg-°C- en Btu/Pound-°F-systemen vergemakkelijkt werden.